# Numerische Funktion
Eine numerische Funktion ist in der Mathematik eine Funktion, deren Funktionswerte erweiterte reelle Zahlen sind, also reelle Zahlen zuzüglich {\displaystyle -\infty } und {\displaystyle +\infty }.
Betrachtet man eine Folge reeller Funktionen, so sind deren Supremum und deren Infimum im Allgemeinen nicht reell. In der Maßtheorie betrachtet man daher numerische Funktionen.

## Definition
Sei {\displaystyle \Omega \neq \emptyset } und bezeichne {\displaystyle {\bar {\mathbb {R} }}=\mathbb {R} \cup \{-\infty ,\infty \}} die Zweipunktkompaktifizierung der Menge der reellen Zahlen. Eine Funktion
{\displaystyle f\colon \Omega \to {\bar {\mathbb {R} }}}
heißt numerische Funktion.

## Bemerkungen
Jede reellwertige Funktion {\displaystyle f\colon \Omega \to \mathbb {R} } ist eine numerische Funktion, ebenso die erweiterten Funktionen.

## Beispiele
- Die konstante Funktion {\displaystyle f\colon \Omega \to {\bar {\mathbb {R} }}} mit {\displaystyle f(\omega )\colon =c}, wobei {\displaystyle c\in {\bar {\mathbb {R} }}} also auch als {\displaystyle +\infty } bzw. {\displaystyle -\infty } definiert werden kann.
- Die Funktion

{\displaystyle f\colon \mathbb {R} \rightarrow {\bar {\mathbb {R} }}}, {\displaystyle f(x)={\begin{cases}{\frac {1}{x^{2}}},&{\text{falls }}x\not =0\\+\infty ,&{\text{falls }}x=0\end{cases}}}
ist eine numerische Funktion. Mit der üblichen Definition der Konvergenz gegen ∞ ist sie sogar stetig.